# Jan Axel Blomberg

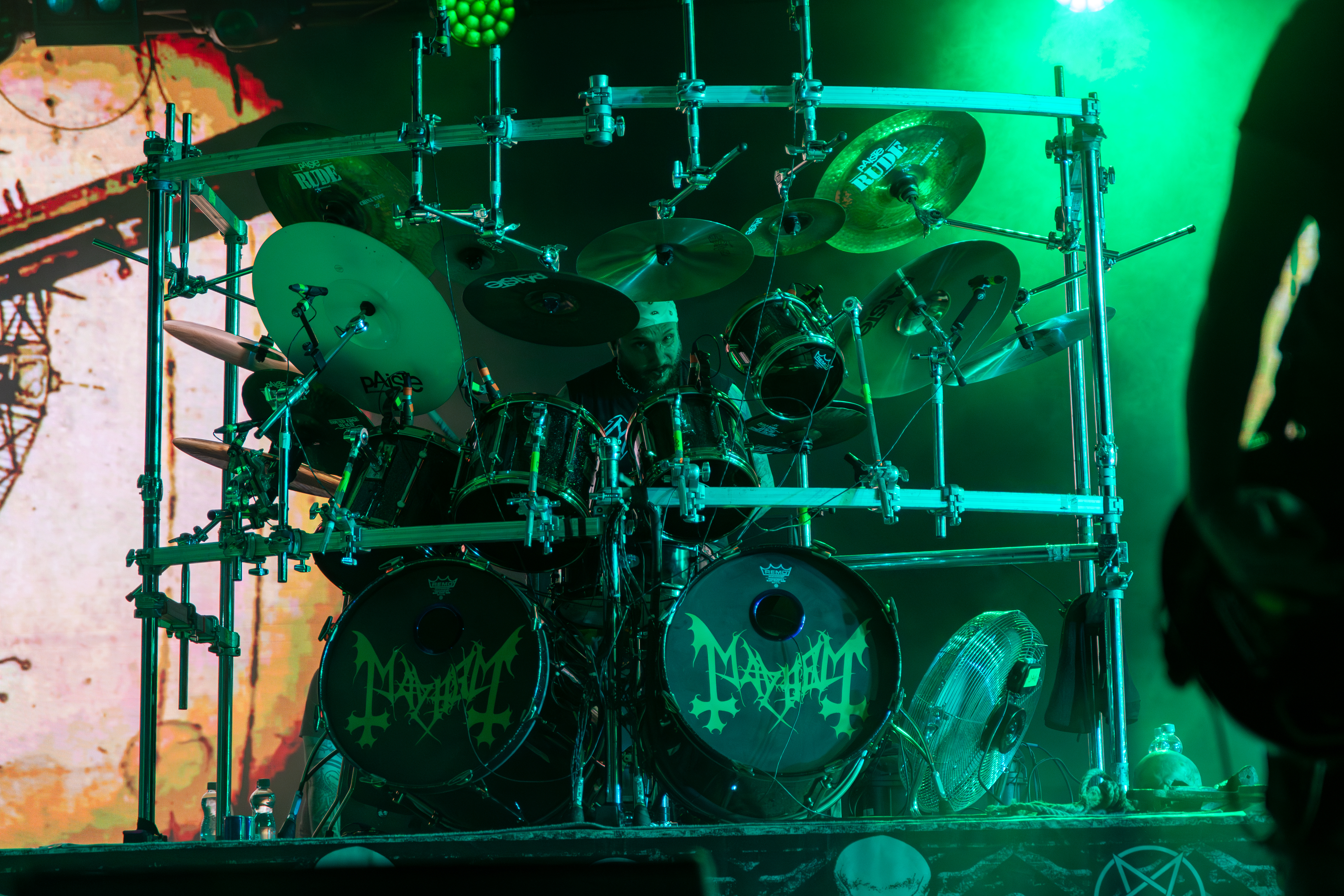
Jan Axel Blomberg, 2024

Jan Axel Blomberg (* 2. August 1969 in Trysil, Norwegen), besser bekannt unter dem Pseudonym Hellhammer, ist ein norwegischer Schlagzeuger, der besonders durch sein Engagement bei Mayhem bekannt wurde. Er spielt in diversen norwegischen Metal-Bands.

## Biografie

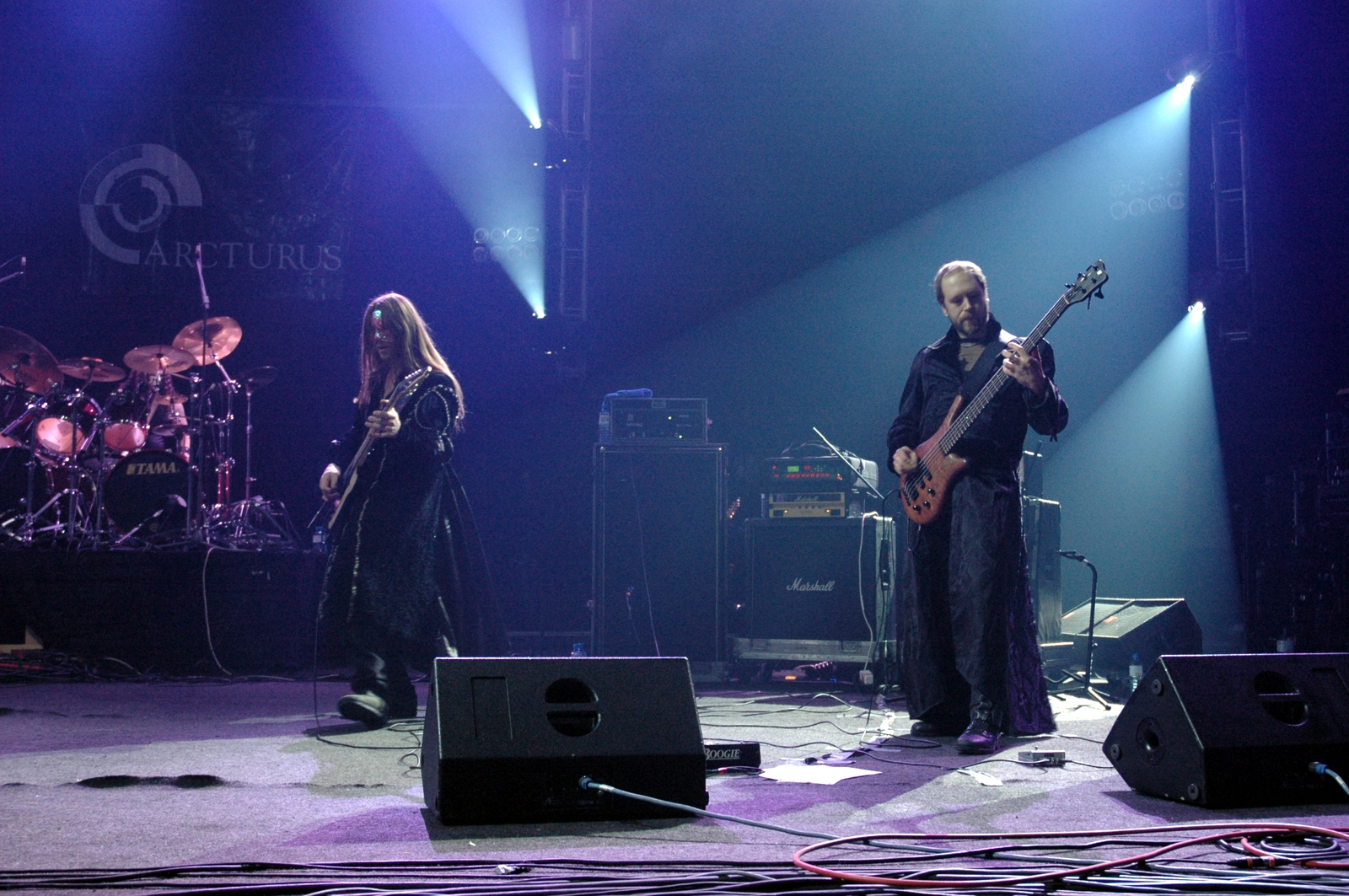
Arcturus live 2005

Jan Axel Blomberg begeisterte sich schon in jungen Jahren für das Schlagzeugspiel. Er brachte sich das Instrument anfangs selbst bei, indem er die Musik, die er hörte, nachspielte. Seine frühen Einflüsse waren neben gängigen Heavy-Metal-Bands wie Iron Maiden auch Popgrößen wie Duran Duran und Depeche Mode. In den 1980ern entdeckte Blomberg dann die ersten Black-Metal-Bands wie Venom und Celtic Frost. Eine weitere Komponente, die seinen Schlagzeugstil prägen sollte, war der Jazz. Sein Schlagzeuglehrer brachte ihm das Schlagzeugspiel auf einem alten Jazz-Drumkit bei. Blombergs Schlagzeugspiel gilt als virtuos, mit einer „Taktfrequenz, die jedem Maschinengewehr zum Rohrkrepierer verhelfen würde“, wurde aber in einem Konzertbericht als „oft sehr maschinell und künstlich“ klingend beschrieben; er spiele zwar „alles live, nur werden viele der Töne durch ein Effektgerät gejagt, das die Klänge teilweise synthetisch erscheinen lässt“.
Blomberg spielte in mehreren lokalen Bands und hatte auch einige Live-Auftritte, bevor er 1988 Kjetil Manheim bei Mayhem ersetzte. Zu dieser Zeit legte er sich das Pseudonym Hellhammer zu, das auf der Schweizer Band gleichen Namens beruhte. 1991 gründete er die Band Arcturus.
Mit Mayhem veröffentlichte er das Livealbum Live in Leipzig und Beiträge zum Sampler Projections of a Stained Mind. Nach der Ermordung des Gitarristen Øystein „Euronymous“ Aarseth war Blomberg die treibende Kraft hinter der Veröffentlichung des ersten regulären Albums De Mysteriis Dom Sathanas. Um das Album veröffentlichen zu können, versprach er Euronymous’ Eltern, die ursprünglich von Euronymous’ Mörder Varg Vikernes eingespielten Bassspuren neu aufnehmen zu lassen. Auf der veröffentlichten Version sind diese Bassspuren allerdings noch zu hören. Schon am Grab von Euronymous beschloss Blomberg, zusammen mit Jørn Stubberud (Necrobutcher) die Band fortzuführen; dabei fiel allerdings der satanistische Hintergrund der Band weg. Blomberg wies darauf hin, dass kein Mitglied der neuen Besetzung Satanist sei; er sagte 1994 in einem Interview, er fühle sich nicht zur Dunkelheit hingezogen, sondern interessiere sich ausschließlich wegen der Musik für Black Metal und daneben auch für zahlreiche andere Musikrichtungen.
1995 begleitete Blomberg die Band Immortal auf ihrer Europa-Tournee und trat auch in ihrem Musikvideo Grim and Frostbitten Kingdoms (1995 auf der Videokassette Masters of Nebulah Frost) auf. Arcturus’ Debütalbum Aspera hiems symfonia erschien 1996. Mit dieser Band veröffentlichte er 1997 ein weiteres Album. 1997 schloss er sich der Band Covenant an, die sich später aus rechtlichen Gründen in The Kovenant umbenennen musste. Blomberg gewann mit dieser Band 1998 für Nexus Polaris und 1999 für Animatronic den Spellemannprisen, das norwegische Pendant zum Grammy Award. Im Jahr 2000 erschien das zweite Mayhem-Album Grand Declaration of War. Im gleichen Jahr spielte er auch für Winds ein Minialbum ein, 2001 spielte er auf ihrem Debütalbum. Mit Mayhem gewann er für das vierte Bandalbum Ordo Ad Chao im Jahre 2007 erneut den Spellemannprisen in der Kategorie Metal.
Neben den Hauptbands Mayhem, Arcturus und The Kovenant ist Blomberg noch in weiteren Projekten wie Age of Silence und Mezzerschmitt involviert und spielte auf diversen Alben bekannter Bands wie Dimmu Borgir, Shining und Troll, oder begleitete sie auf Touren.
Kritik brachte ihm aus der Black-Metal-Szene ein Engagement bei der christlichen Unblack-Metal-Band Antestor ein, mit denen er die EP Det Tapte Liv und das Album The Forsaken aufnahm.
Außerdem ist Blomberg für mehrere in den 1990er-Jahren geäußerte rassistische Interviewaussagen bekannt. 2004 äußerte er, ihm sei egal, welche Hautfarbe die Hörer seiner Musik haben, in einem 2007 geführten Interview allerdings bestätigte er, noch immer hinter seiner früheren Aussage zu stehen, dass Black Metal nur für Weiße sei.
2005 beteiligte sich Blomberg an der Dokumentation Metal – A Headbanger’s Journey. 2009 unterstützte er Nicolas Cages Sohn Arcane als Session-Schlagzeuger auf dem Debütalbum Inceptum seiner Band Eyes of Noctum.
In der Dokumentation Until the Light Takes Us fiel Blomberg durch homophobe Aussagen auf - den Mord an einem Homosexuellen durch Bård „Faust“ Eithun kommentierte er mit: "[...] [W]hen I was told that Faust killed that fucking faggot back in Lillehammer, I was quite surprised because [...] I didn’t think he had the guts to do such a thing. [...] I really honor him for that."

## Diskografie
mit Mayhem
- 1991: Carnage (und bei der CD-Version The Freezing Moon) auf Projections of a Stained Mind
- 1993: Live in Leipzig
- 1994: De Mysteriis Dom Sathanas
- 1995: Pagan Fears auf Nordic Metal – A Tribute to Euronymous
- 1996: Visual Aggression auf In Memory of Celtic Frost
- 1997: Wolf’s Lair Abyss (EP)
- 1997: Ancient Skin/Necrolust (Single)
- 1998: Live in Bischofswerda (VHS)
- 1998: De Mysteriis Dom Sathanas (Proberaum-Aufnahme) auf A Tribute to Hell - Satanic Rites
- 1999: Necrolust/Total Warfare (Split mit Zyklon-B)
- 2000: Grand Declaration of War
- 2001: European Legions (Best-of)
- 2001: U.S. Legions (Best-of)
- 2001: European Legions: Live in Marseille 2000 (VHS)
- 2002: Jihad/Freezing Moon (Split mit The Meads of Asphodel)
- 2002: The Studio Experience (Box)
- 2003: Cursed in Eternity und Freezing Moon (alternative Mixe) auf The Beast of Attila
- 2004: Chimera
- 2004: Anno Vempyr auf Apocalypse
- 2007: Ordo Ad Chao
- 2008: Life Eternal (EP)
- 2008: Pure Fucking Mayhem (Dokumentation)
- 2014: Psywar (Single)
- 2014: Esoteric Warfare
- 2019: Daemon
- 2021: Atavistic Black Disorder/Kommando (EP)

mit Arcturus
- siehe Arcturus#Diskografie

mit The Kovenant
- 1998: Nexus Polaris
- 1999: Animatronic
- 2003: SETI

mit Thorns
- 1998: Thorns Vs. Emperor (Split-CD)
- 2001: Thorns

mit Troll
- 2000: The Last Predators
- 2001: Universal

mit Jorn
- 2001: Worldchanger
- 2007: The Gathering

mit Mezzerschmitt
- siehe Mezzerschmitt#Diskografie

mit Shining
- 2002: Angst, Självdestruktivitetens Emissari
- 2005: The Eerie Cold

mit Winds
- 2002: Reflections of the I
- 2007: Prominence and Demise
- 2004: The Imaginary Direction of Time

mit Age of Silence
- 2004: Acceleration

mit Antestor
- 2004: Det Tapte Liv
- 2004: The Forsaken

mit Dimmu Borgir
- 2005: Stormblåst 2005
- 2007: In Sorte Diaboli

mit Carnivora
- 2006: Re-Incarnal

mit Umoral
- 2007: Umoral

mit Eyes of Noctum
- 2007: Inceptum

mit Dynasty of Darkness
- 2014: Empire of Pain